# بيسار حليمي
بيسار حليمي (بالألمانية: Besar Halimi)‏ (12 ديسمبر 1994 بفرانكفورت في ألمانيا - ) هو لاعب كرة قدم ألماني في مركز الوسط ينحذر لأصول من كوسوفو. شارك مع منتخب ألمانيا لكرة القدم تحت 18 سنة ومنتخب ألمانيا تحت 19 سنة لكرة القدم ومنتخب كوسوفو لكرة القدم. أما مع النوادي، فقد لعب مع إف إس في فرانكفورت وشتوتغارت كيكرز وماينتس 05 وفي إف بي شتوتغارت الثاني و1. FC Nürnberg II ‏.

## مسيرته الكروية
لعب بيسار حليمي خلال مسيرته الاحترافية مع 7 أندية في تسعة مواسم، سجل خلالها 21 هدفًا في 183 مباراة. حيث فاز في موسم واحد بالكأس ولم يفز بأي دوري.
خاض بيسار حليمي مسيرته مع 1. FC Nürnberg II ‏ في موسم 2011–2012 ولمدة موسمين، مشاركًا في 19 مباراة سجل خلالها هدفًا واحدًا. ثم انتقل إلى في إف بي شتوتغارت الثاني في موسم 2013–2014 لمدة موسم واحد، حيث شارك في 14 مباراة سجل خلالها هدفًا واحدًا أيضًا. لينتقل بعدها إلى نادي شتوتغارت كيكرز في موسم 2014–2015 لمدة موسم واحد، مشاركًا في 37 مباراة سجل خلالها هدفين. ثم انتقل إلى نادي إف إس في فرانكفورت في موسم 2015–2016 لمدة موسم واحد، مشاركًا في 26 مباراة سجل خلالها 4 أهداف. هذا وانتقل لاحقًا إلى 1. FSV Mainz 05 II ‏ في موسم 2016–2017 لمدة موسم واحد، مشاركًا في 24 مباراة سجل خلالها 4 أهداف أيضًا. ثم انتقل بعدها إلى نادي بروندبي في موسم 2017–2018 ولمدة موسمين، مشاركًا في 49 مباراة سجل خلالها 8 أهداف. ليعود وينتقل من جديد، لكن هذه المرة إلى نادي ساندهاوزن في موسم 2019–2020 لمدة موسم واحد، مشاركًا في 14 مباراة سجل خلالها هدفًا واحدًا.

## روابط خارجية
- بيسار حليمي على موقع الاتحاد الدولي (مؤرشف)  (الإنجليزية)
- بيسار حليمي على موقع الاتحاد الأوربي (الإنجليزية)
- بيسار حليمي على موقع قاعدة بيانات كرة القدم.إي يو (الإنجليزية)
- بيسار حليمي على موقع بيانات كرة القدم. دي إي (الألمانية)
- بيسار حليمي على موقع ناشيونال فوتبول تيمز (الإنجليزية)
- بيسار حليمي على موقع Soccerway.com (الإنجليزية)
- بيسار حليمي على موقع عالم كرة القدم.نت (الإنجليزية)
- بيسار حليمي على موقع AS.com (الإسبانية)